# Tachikawa Ki-9
Tachikawa Ki-9 (Samolot Armii Wzór 95 Szkolenia Pośredniego Model A, 九五式一型練習機, Kyūgo-shiki ichigata renshuki, amerykański oznaczenie kodowe Spruce) – japoński samolot szkolno-treningowy służący do szkolenia podstawowego i pośredniego. Samolot wszedł do służby w 1935 i służył do końca wojny, używany był także jako samolot łącznikowy, planowano także jego użycie do ataków kamikaze.

## Historia
W 1933 w Tachikawa zaprojektowano samolot Tachikawa R-5 napędzany silnikiem ADC Cirrus IV, który był prywatną inicjatywą tej firmy. Samolot został przekazany Cesarskiej Armii Japońskiej, gdzie uznano, że jest on zbyt mały. W marcu 1934 konstruktorzy Tachikawa zostali zaproszeni do szkoły lotniczej Armii w Tokorozawa, gdzie przedyskutowano, jakie są wymagania stawiane przez samolotem szkolnym zaprojektowanym dla Armii. Miesiąc później Koku Hombo (ministerstwo ds. lotnictwa) nakazało Takachiwie zaprojektowanie samolotu, który mógłby służyć zarówno do treningu podstawowego, jak i pośredniego, w zależności od jego użycia miał być wyposażony w różne silniki. Wersja do szkolenia pośredniego miała być napędzana silnikiem Hitachi Ha-13a o mocy 350 KM, a wersja do szkolenia podstawowego miała otrzymać silnik Nakajima NZ (150 KM). W wersji do szkolenia pośredniego samolot miał być wyposażony do nauki lotu na przyrządach, w wersji szkolenia podstawowego samolot nie miał być wyposażony w żadne oprzyrządowanie poza najbardziej niezbędnym. Dodatkowo wymagano, aby w wersji szkolenia pośredniego samolot mógł wykonywać akrobacje do 12 g, prędkość maksymalna miała wynosić przynajmniej 220 km/h i samolot miał przebywać w powietrzu przynajmniej 2,5 godziny.
Inżynierowie Tachikawa nie chcieli przyjąć warunków Koku Hombo na zaprojektowania jednego samolotu z dwoma tak różnymi silnikami, ale Ministerstwo zwrócił uwagę, że podobne samoloty powstały już w Polsce oraz Szwecji i nalegało, aby samolot został zaprojektowany właśnie w taki sposób.
Głównym projektantem samolotu został Ryokichi Endo.
Pierwsze trzy prototypy zostały ukończone pod koniec 1934, samolot z silnikiem Ha-13a odbył pierwszy lot 7 stycznia 1935. W czasie oblatywania odkryto, że stery samolotu były dość ciężkie, środek ciężkości był przesunięty zbytnio do przodu, a amortyzatory głównego podwozia były zbyt twarde. Po niewielkich modyfikacjach samolot ponownie wzbił się w powietrze 9 stycznia, w czasie tego lotu sprawdzono charakterystykę przeciągnięcia po czym samolot został dostarczony do Tokorozawy.
Po testach Armii, do produkcji weszła tylko wersja napędzana silnikiem o większej mocy. W późniejszym czasie samolot został nieco zmodyfikowany, był nieco lżejszy, miał trochę skrócony kadłub i silniejsze podwozie, ta wersja otrzymała oznaczenia Ki-9 KAI (Samolot Armii Typ 95 Szkolenia Pośredniego Model B).

## Konstrukcja
Tachikawa Ki-9 był dwupłatowym, dwumiejscowym, jednosilnikowym samolotem szkolenia podstawowego i pośredniego.  Wewnętrzna konstrukcja kadłuba, powierzchni nośnych i sterowych była stalowa, kryta płótnem. Instruktor i uczeń siedzieli w otwartych kokpitach w układzie tandem (jeden za drugim), w wersji do łącznikowej, do przewozu oficerów obydwa kokpity były w pełni zamknięte. W wersji do nauki lotu na przyrządach tylny kokpit ucznia mógł być całkowicie zasłonięty nieprzepuszczającym światła materiałem. Samolot miał podwozie klasyczne, stałe, z kołem ogonowym.
Napęd samolotów (z wyjątkiem trzeciego prototypu) stanowił 9-cylindrowy, chłodzony powietrzem silnik gwiazdowy typu Hitachi Ha-13a o mocy 350 KM z dwupłatowym, drewnianym śmigłem (wszystkie samoloty z wyjątkiem trzeciego prototypu). Trzeci prototyp napędzany był 7-cylindrowym, chłodzonym powietrzem silnikiem gwiazdowym Nakajima NZ o mocy 150 KM.
Masa własna samolotu wynosiła 1015 kg, a masa startowa 1425 kg. Rozpiętość skrzydeł wynosiła 10,32 m, długość 7,52 m, a wysokość 3,0 m, powierzchnia skrzydeł wynosiła 24,5 m².
Prędkość maksymalna samolotu wynosiła 240 km/h, prędkość przelotowa 150 km/h, długotrwałość lotu wynosiła do 3,5 godziny.

## Służba
Ki-9 używane były do szkolenia podstawowego i pośredniego. W końcowym okresie wojny uczyli się na nim latać między innymi piloci kamikaze. Szkolenie pilotów kamikaze polegało wyłącznie na nauce startu i lotu nurkowego, ponieważ nie oczekiwano, że powrócą oni z ataku na nieprzyjaciela – samolotem zawsze lądował instruktor. Po ukończeniu szkolenia podstawowego piloci kamikaze zazwyczaj kontynuowali szkolenie na innych typach samolotów.
Same Ki-9 zostały także przygotowane do ataków kamikaze na siły amerykańskie, które miały dokonać inwazji na Japonię. Ich uzbrojeniem były dwie stukilogramowe bomby umieszczone pod kadłubem, dodatkowo na w tylnym kokpicie umieszczano dwustulitrową beczkę z benzyną.
Samolot używany był przez Armię Japońską do końca wojny, w czasie wojny używane były także przez Tajskie Siły Lotnicze (gdzie były używane jeszcze do 1949) oraz siły powietrzne marionetkowych państw azjatyckich pod kontrolą japońską. Po wojnie weszły na wyposażenie Indonezyjskich Sił Powietrznych, a także Sił Powietrznych Republiki Chińskiej i Republiki Korei.